# Jemeni kenderike
A jemeni kenderike (Linaria yemenensis) a madarak osztályának verébalakúak (Passeriformes) rendjébe és a pintyfélék (Fringillidae) családjába tartozó faj.

## Rendszerezése
A fajt William Robert Ogilvie-Grant skót ornitológus írta le 1913-ban, a Pseudacanthis nembe Pseudacanthis yemenensis néven. Sorolják az Acanthis nembe Acanthis yemenensis néven, de volt a Carduelis nemben Carduelis yemenensis néven is.

## Előfordulása
Az  Arab-félszigeten, Szaúd-Arábia és Jemen területén honos. Természetes élőhelyei a szubtrópusi vagy trópusi magaslati cserjések. Állandó, nem vonuló faj.

## Megjelenése
Testhossza 12 centiméter, testtömege 13-15 gramm.

## Természetvédelmi helyzete
Az elterjedési területe elég nagy, egyedszáma pedig stabil. A Természetvédelmi Világszövetség Vörös listáján nem fenyegetett fajként szerepel.